# Beersel
Beersel é um município da Bélgica localizado no distrito de Halle-Vilvoorde, província de Brabante Flamengo, região da Flandres. Neste castelo, foram gravadas cenas da série televisiva Os Pequenos Vagabundos.

## Submunicípios
| 1. Beersel 2. Lot 3. Alsemberg 4. Dworp 5. Huizingen |

## Demografia
Evolução da população:
| Anos       | 1977   | 1980   | 1985   | 1990   | 1995   | 2000   | 2005   |
| ---------- | ------ | ------ | ------ | ------ | ------ | ------ | ------ |
| Populações | 20.412 | 20.611 | 21.149 | 21.995 | 22.715 | 22.880 | 23.337 |
| Fonte: NIS |        |        |        |        |        |        |        |